# Лосицький Юрій Георгійович
Лоси́цький Ю́рій Гео́ргійович (8 лютого 1953 р., Київ) — український архітектор-реставратор. Заслужений архітектор України, член-кореспондент Академії архітектури України, член Національної комісії України у справах ЮНЕСКО, член міжнародної організації ІКОМОС (Міжнародної ради з питань пам'яток і визначних місць), лауреат премії ім. І. В. Моргилевського Українського товариства охорони пам'яток історії та культури.

## Біографія
Юрій Лосицький народився 8 лютого 1953 року в Києві. У 1971 році закінчив Республіканську художню школу ім. Т. Г. Шевченка, а в 1977 році — архітектурний факультет Київського Інженерно-будівельного інституту.
Після закінчення інституту і до 1991 року працював в інституті «Укрпроектреставрація». У 1980-х роках брав участь у відбудові Гостинного двору в Києві.
З 1992 року керує власною творчою архітектурною майстернею.

## Творча діяльність

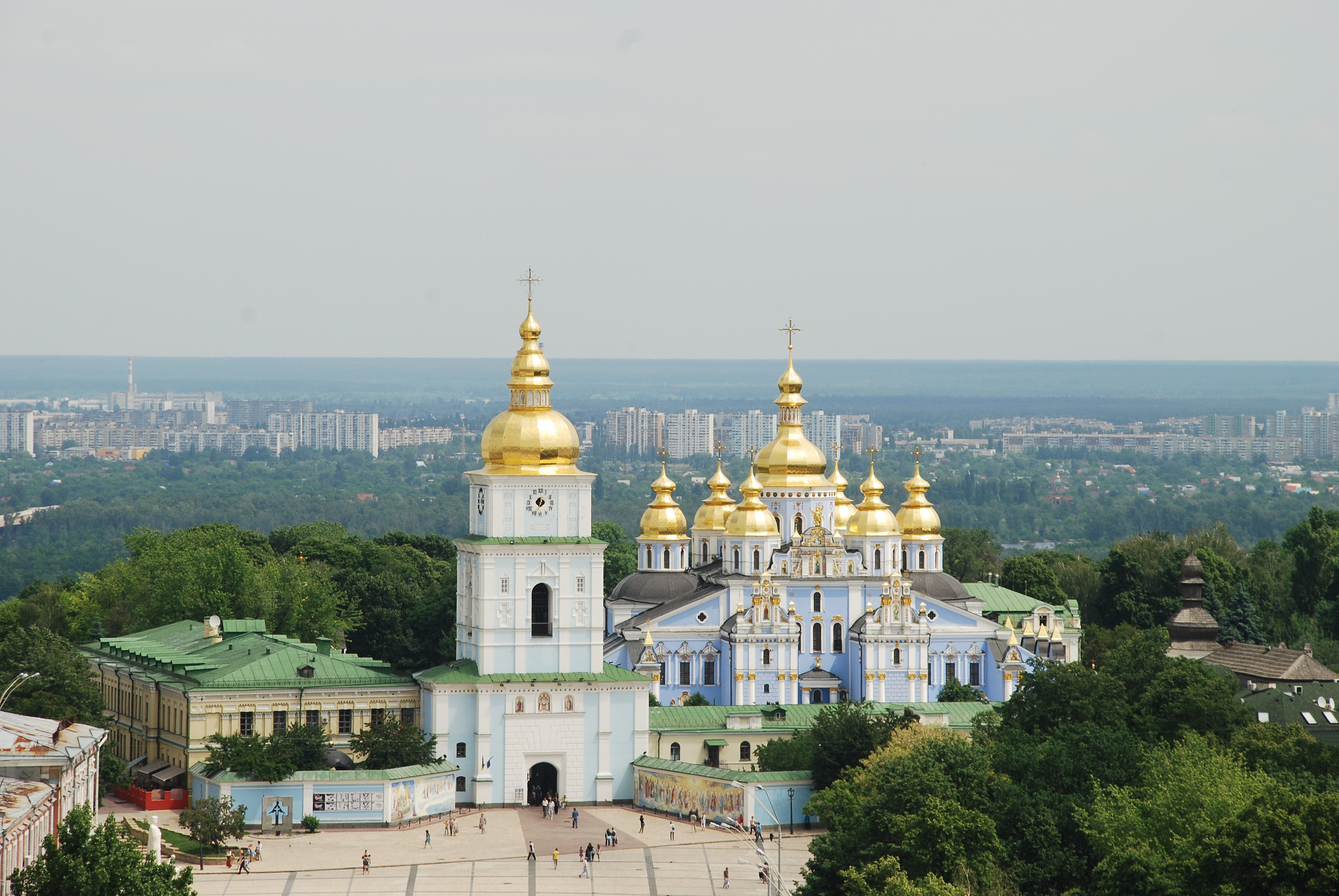
Михайлівський Золотоверхий монастир

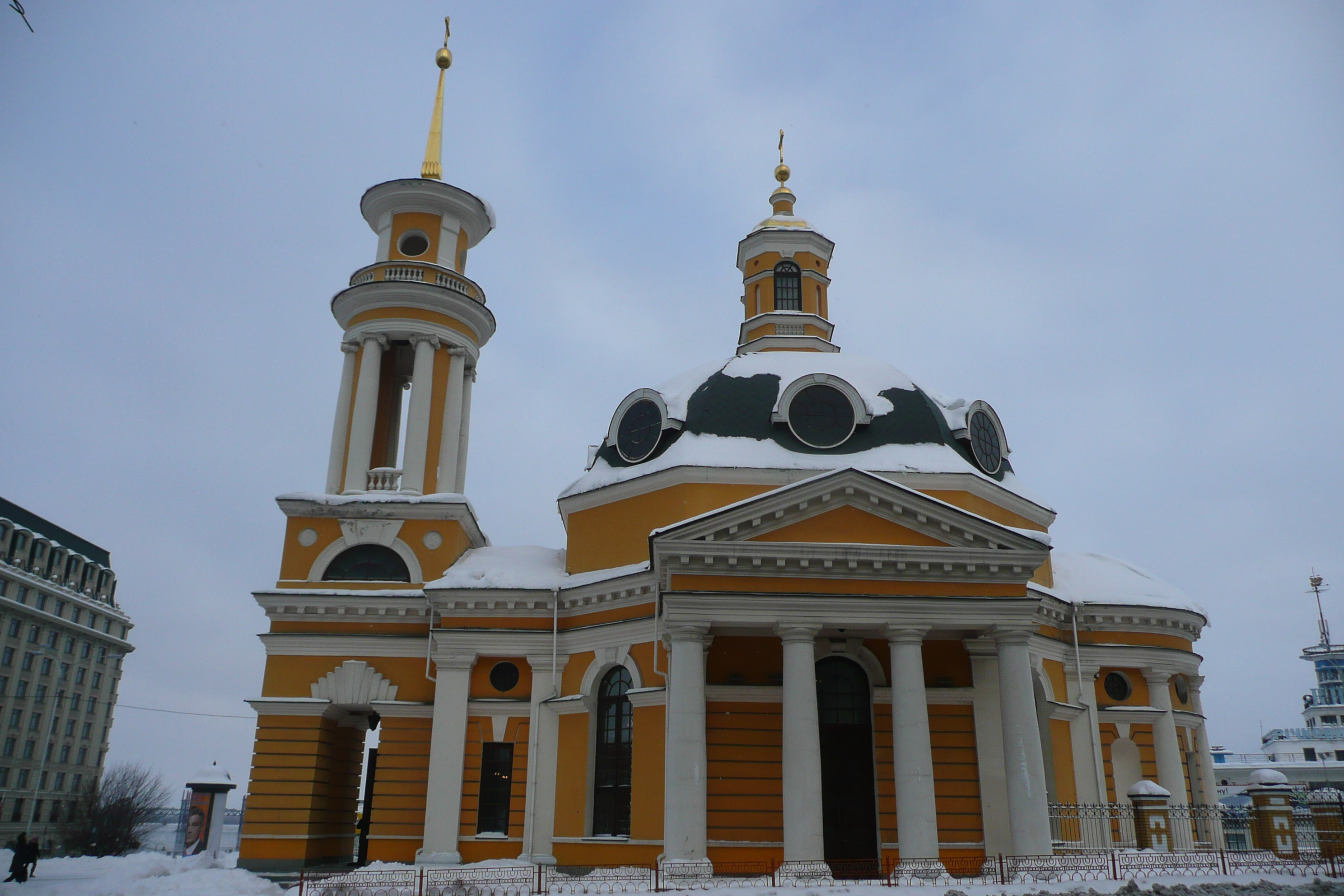
Церква Різдва Христового

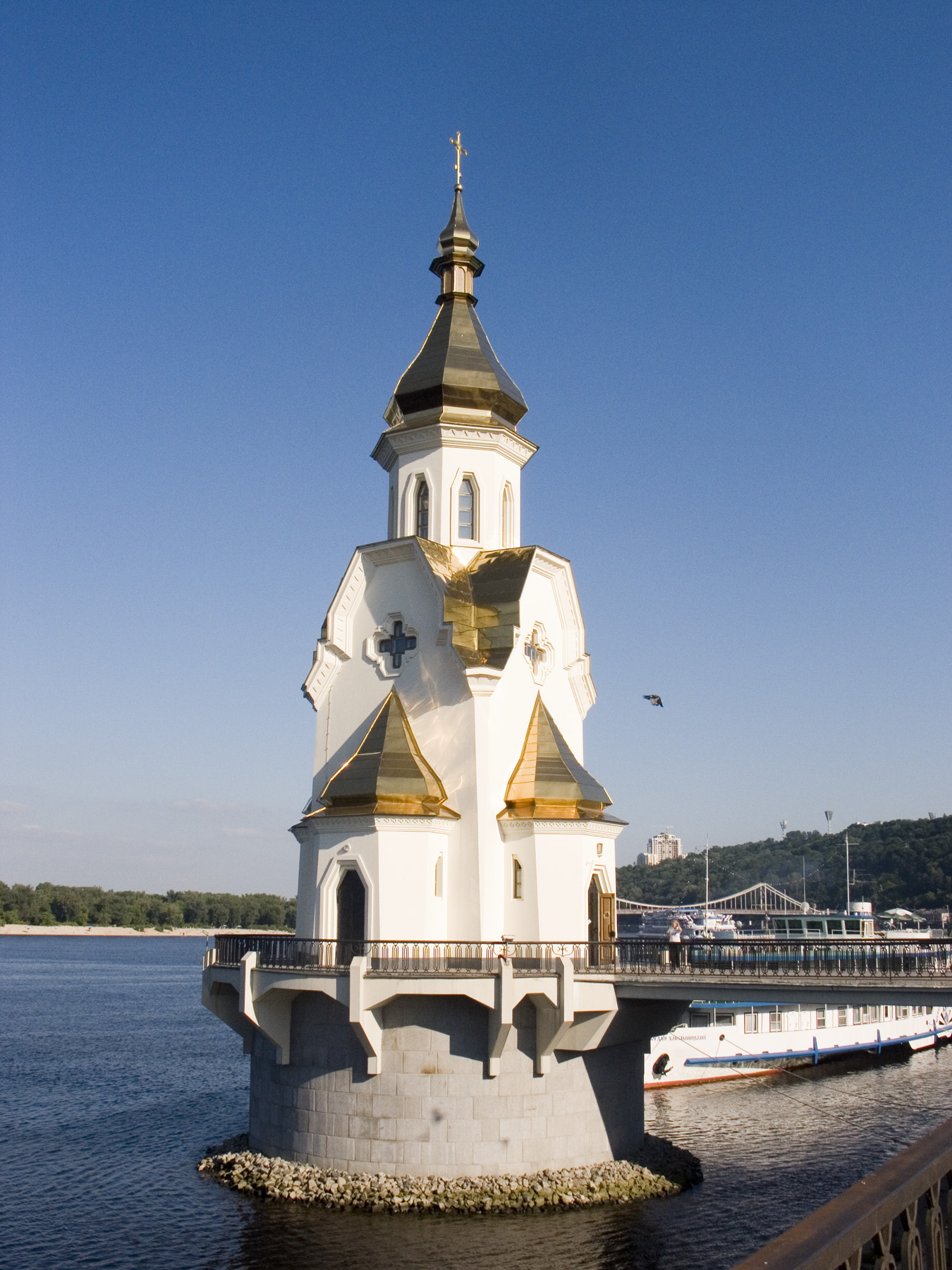
Церква Миколи Чудотворця (на воді)

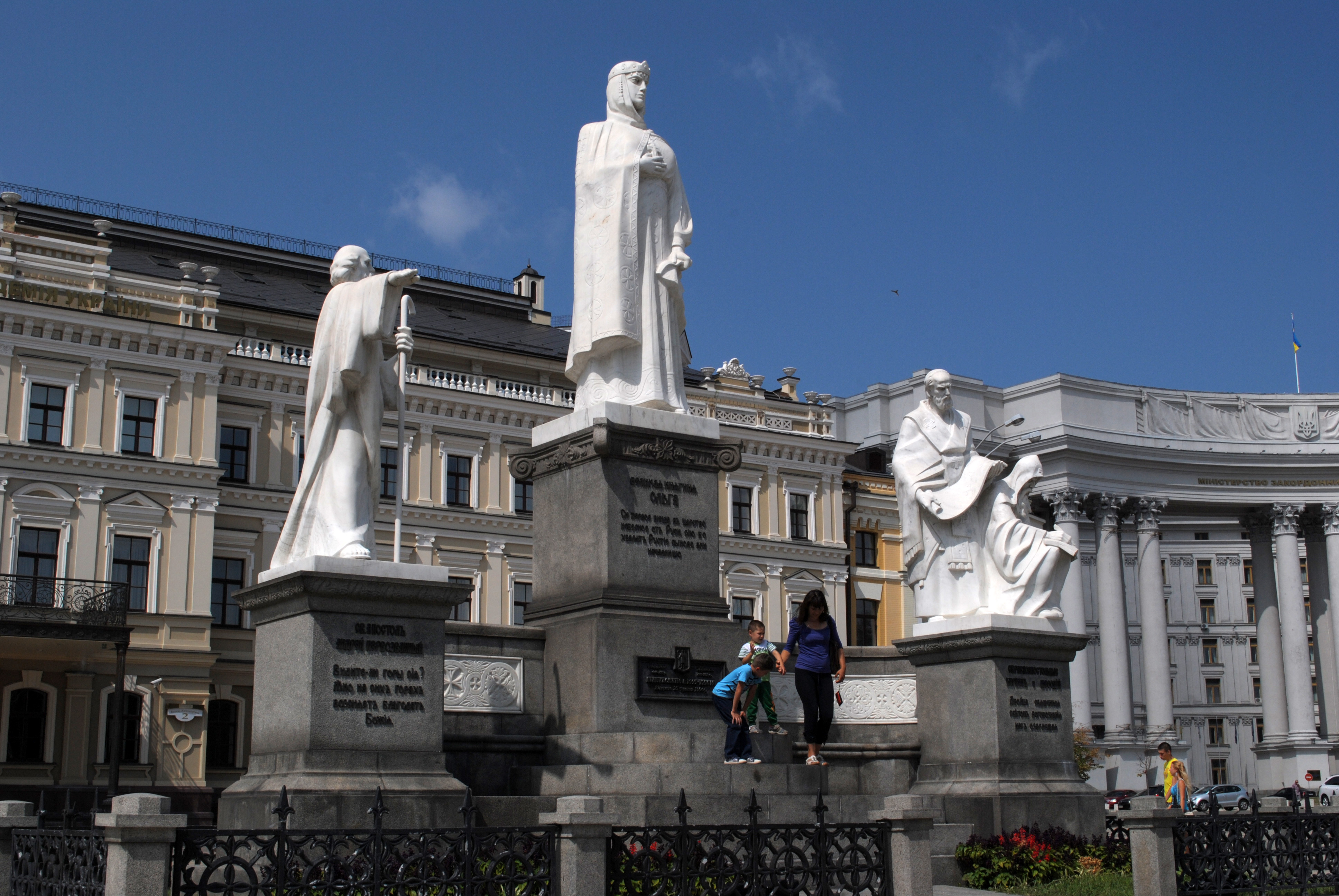
Пам'ятник княгині Ользі

Ю. Г. Лосицький безпосередньо брав участь у реставрації та відбудові багатьох пам'яток історії та архітектури Києва та інших міст. Одним з найважливіших проектів стала відбудова у 1997–1998 роках Михайлівського Золотоверхого собору в Києві. Юрієм Лосицьким був запатентований спосіб відтворення креслень споруди за допомогою архівних фотографій.
Автор наукових публікацій з історії архітектури античності та середньовіччя.

### Будівництво
- Гостинний двір (Київ, 1981 р.)
- Андріївська церква (Вишгород, 1994 р.)
- Михайлівський Золотоверхий монастир (Київ, 1997–1998 рр.) — відбудова зруйнованої пам'ятки архітектури
- Церква Різдва Христового (Київ, 2002–2005 рр.) — відбудова зруйнованої пам'ятки архітектури
- Церква святого Миколая на воді (Київ) — у співавторстві з О. Мирошніченко
- Каплиця на честь ікони Божої матері «Знамення» на території пологового будинку № 5 біля Севастопольської площі (Київ, 2000–2002 рр.)
- 25-поверховий житловий будинок (соціальне житло) на розі вулиць Наталії Ужвій та Новомостицької (Київ) — у співавторстві з Т. Суровцевою
- Огорожа пам'ятника Богданові Хмельницькому (Київ, 1998 р.) — відтворення деталі пам'ятника, демонтованої у другій половині XX ст.
- Пам'ятник Ярославу Мудрому (Київ, 1997 р.) — зведено за невеликим ескізом І. Кавалерідзе, у співавторстві з Р. І. Кухаренко
- Пам'ятник захисникам кордонів України (Київ, 2004 р.)
- Пам'ятник Шолом-Алейхему (Київ, 1997 р.)
- Пам'ятник княгині Ользі (Київ, 1996 р.) — відновлення зруйнованого пам'ятника; у співавторстві з О. Андреєвим, Р. І. Кухаренко та ін.
- Пам'ятник гетьману П. Сагайдачному (Київ, 2001 р.) — у співавторстві з М. Л. Жаріковим, Р. І. Кухаренко
- Сходи до пам'ятника Магдебурзькому праву (Київ, 2013 р.)
- Надгробок патріарха Володимира на Софійській площі (Київ)

### Реставрація
- Будинок по вулиці Десятинній, 12 (Київ)
- Будинок на Андріївському узвозі, 28 (Київ)
- Будинок по вулиці Володимирській, 4 (Київ)
- Будинок по вулиці Володимирській, 47 (Київ)
- Будинок по вулиці Володимирській, 49-Б (Київ)
- Будинок по вулиці Набережно-Хрещатицькій, 29 (Київ)
- Миколаївський собор Покровського монастиря (Київ)
- Церква Казанської Богоматері Флорівського монастиря (Київ, 1993–1995 рр.) — у співавторстві з О. Мирошніченко
- Античний театр в Херсонесі

### Статті та видання[2]
- Лосицький, Ю. Г. До питання архітектурних копій у відтворенні національного архітектурного спадку // Праці Науково-дослідного інституту пам'яткоохоронних досліджень / редкол.: В. І. Клочко [та ін.]. — К. : АртЕк, 2005. — Вип. 1. — С. 69-79
- Лосицький, Ю. Г. Головні етапи розвитку архітектури Криму V–XV століть // Сучасні проблеми дослідження, реставрації та збереження культурної спадщини: зб. наук. пр. з мистецтвознавства, архітектурознавства і культурології / Ін-т проблем сучасного мистецтва АМУ. — К. : ВД А+С, 2006. — Вип. 3, Ч. 2. — С. 77-94.
- Лосицький, Ю. Г. Питання обґрунтування архітектурних реконструкцій мурованих храмів Херсонеса // Сучасні проблеми дослідження, реставрації та збереження культурної спадщини: зб. наук. пр. / Ін-т проблем сучас. мистец. АМУ. — К. : Вид. дім А+С, 2005. — Вип. 2. — С. 106–113
- Відтворення втрачених перлин архітектури. Михайлівський Золотоверхий [Изоматериал]: фотоальбом / упоряд.: Г. І. Криворчук, Ю. Г. Лосицький ; фотогр.: Ю. Лосицький, І. Приміський. — К. : Горобець, 2011. — 95 с. : кольор. іл. — ISBN 978-966-2377-14-9

## Погляди та критика
Ю. Лосицький активно виступає проти відбудови Десятинної церкви, вважаючи, що це зашкодить археологічному шару під нею та спаплюжить вигляд сусідньої Андріївської церкви. Також є противником нового будівництва на Андріївському узвозі. З іншого боку, у 2011 році він заявив, що при реконструкції ансамблю Контрактової площі та, зокрема, Гостиного двору буде будувати те, що замовлять і за що заплатять:
|  | Якщо місто знайде кошти, там буде Музей історії Києва. Якщо потрібно буде шукати спонсора, це буде громадський центр або готель, зараз можна будувати готелі. Будуватимемо те, що нам замовлять і те за що заплатять Оригінальний текст (рос.) Если город найдет деньги, там будет Музей истории Киева. Если нужно будет искать спонсора, это будет общественный центр или отель, потому что сейчас модно строить отели. Будем строить то, что нам закажут и за что заплатят |

Незважаючи на те, що Юрій Лосицький реставрував і відбудував багато визначних пам'яток сакральної архітектури, реставрація його фірмою житлових будинків викликає критику через невід'ємні дво-, триповерхові мансардні надбудови, які спотворюють первісний архітектурний вигляд цих будівель. також неоднозначним є сприйняття громадськістю пам'ятника захисникам кордонів України.

## Нагороди
- Заслужений архітектор України (1996)
- Премія ім. І. В. Моргилевського Українського товариства охорони пам'яток історії та культури (1996)